# Rue Jules-Émile Raymond
La rue Jules-Émile Raymond est une rue bruxelloise de la commune d'Auderghem qui relie  l'avenue Gabriel Émile Lebon à l'avenue du Paepedelle sur une longueur de 100 mètres.

## Historique et description
Le 6 décembre 1957, cette rue fut baptisée d'après une victime de guerre[réf. nécessaire].
- Premier permis de bâtir délivré pour le n° 5.

## Situation et accès
| ___ | Ce site est desservi par la station de métro : Hankar. |